# King Boo
King Boo is een personage uit de Mariospellen. Hij is de koning over alle Boo's. Hij maakte zijn debuut in Luigi's Mansion.

## Karakteromschrijving
King Boo regeert over alle Boo's, maar eigenlijk is hij ook gewoon een van Bowsers onderdanen. Zijn aartsvijand is Luigi, zoals te merken in Luigi's Mansion. Hij kidnapte Mario en het was aan Luigi om zijn broer te redden. In Super Mario 64 DS is het net andersom, Mario moest Luigi redden uit de klauwen van King Boo, om Luigi vrij te spelen. Luigi is zelf echter doodsbang voor King Boo. King Boo kan goed met Petey Piranha opschieten, zoals te merken in Mario Kart: Double Dash!!. Daar hebben ze samen een eigen wagen. Verder komt hij ook voor in andere sportspellen als bespeelbaar personage, onder meer Mario Superstar Baseball, Mario Kart Wii en Mario Super Sluggers. Hij is ook een eindbaas in Super Mario Sunshine, Mario Kart DS, Mario & Sonic op de Olympische Winterspelen, Mario & Sonic op de Olympische Spelen: Londen 2012 en Mario Party 9.